# میلزبرو (پنسیلوانیا)
میلزبرو (به انگلیسی: Millsboro) یک منطقهٔ مسکونی در ایالات متحده آمریکا است که در شهرستان واشینگتن، پنسیلوانیا واقع شده‌است. میلزبرو ۶۶۶ نفر جمعیت دارد.